# Paul Hainlein
Paul Hainlein (né à Nuremberg, baptisé le 12 avril 1626 - Nuremberg, 6 août 1686) est un compositeur et un facteur d'instruments allemand.

## Biographie
Paul Hainlein est l'organiste de l'Egidienkirche jusqu'en 1655 et de  église Saint-Sébald à Nuremberg jusqu'en 1658 et codirecteur de la compagnie des musiciens de Nuremberg jusqu'en 1656.

### Famille Hainlein
Son grand-père Sebastian (mort en 1631), son père Sebastian (1594-1655), son oncle Hans (1598-1671) et son fils Michael (1659-avant 1725) sont eux aussi facteurs d'instruments, spécialisés dans la facture de trombones.

## Œuvres
Son œuvre comprend de la musique vocale et instrumentale.